# Szivárvány
Szivárvány («Радуга») — венгерская рок-группа, получившая известность в 1968—1971 годах.

## История группы
Будущий лидер группы Петер Секей (Székely Péter, 1945 г.рожд.) в детстве учился в музыкальной школе квартала Шашхалом (Sashalom) и по сложившийся в их семье традиции умел играть на фортепиано. В 14 лет парнишка был участником школьного трио, в котором также состояли барабанщик Ласло Фабиан и гитарист Анталь Зентаи. После окончания средней школы и гимназии играл в джаз-секстете, основанном вокалистом Томи Мерченьи и саксофонистом Кальманом Ньергешом. В ноябре 1963 года Петера призвали на военную службу, где в течение двух лет он был клавишником в военном ансамбле «Marcaliba». После возвращения на гражданку он стал членом группы «Orkán» («Ураган»), которая по выходным выступала в Королевском дворце культуры Ikarus, располагавшемся в XVI районе Будапешта. Лидером этой группы был бас-гитарист Дьёрдь Фазекаш, а другими участниками — барабанщик Миклош Ландауэр, саксофонист Янош Сухаи и гитарист Иштван Жупан. Их репертуар состоял из хитов западных бит-групп «Rolling Stones», «Beatles», «Yardbirds» и им подобных. В начале 1967 года Петер Секей перешёл в группу «Memphis», которая имела своим пристанищем Клуб строителей (Építők Klub) в доме номер 5 по улице Petőfi Sándor. Лидером и основателем этой команды был барабанщик Петер Фоньоди, также в её состав входили бас-гитарист Йожеф Диош, гитаристы Лайош Криштофи и Дьюла Хедьи и вокалист Ласло Гой. В «Memphis» Петеру впервые пришлось играть не на фортепиано, а на органе. В том же году его невестой стала Чилла Лейла Гач (Gáts Csilla Leila), работавшая в OTP-Bank.
Петер Секей уже полгода играл в «Memphis», когда неожиданно услышал, что группа «Hobó» («Бомж») ищет себе нового вокалиста-органиста. Эта команда, основанная ещё в 1963 году, только что завоевала золотой диплом любительского фестиваля Salgótarjáni Beat Fesztivál. Лидером «Бомжа» был ритм-гитарист Бела Олле (Ollé Béla), также в этой группе состояли бас-гитарист Шандор Вайлог и барабанщик Андраш Сентдьёрдьи. Участники «Hobó» пытались подражать австралийской рок-группе «Bee Gees» и давали совместные концерты с такими группами как «Liversing» и «Rangers». У них была хорошая аппаратура, в том числе четыре мощные колонки и сабвуфер фирмы Selmer. Петер предложил им свою кандидатуру, и она была немедленно принята. Поскольку группе требовался также гитарист, Петер посоветовал участникам «Hobó» послушать, как играет его приятель Антал Габор Сюч (Szűcs Antal Gábor, 1950 г.рожд.), с которым он учился в одной гимназии. У Антала Сюча в то время была собственная группа «Szivárvány» («Радуга»), которую он создал в 1966 году вместе со своей сестрой Юдит Сюч (Szűcs Judit, 1953 г.рожд.). Это был любительский ансамбль, исполнявший хиты западных групп той эпохи. В стартовом составе «Szivárvány» были также барабанщик Паль Моравец, саксофонист Эндре Ваго и бас-гитарист Иштван Тот, однако к 1967 году деятельность этой группы фактически прекратилась, а её музыканты разбежались по другим ансамблям. Антал Сюч согласился присоединиться к «Hobó» и на следующий день после прослушивания стал её членом. В получившемся составе группа «Бомж» приняла участие в записи сингла «Nem tudni, mit hoz az élet»/«Duzzogás» (1967) для мэтров венгерской эстрады Терезы Харангозо (Harangozó Teréz) и Петера Поора (Poór Péter).
Петер Секей пытался всячески помогать развитию группы, в том числе устроил выступления «Hobó» во Дворце Культуры Ikarus. Но его инициативы не понравились Бела Олли, который увидел в нём потенциальную угрозу своему лидерству. Постепенно Бела оказался в конфронтации с Петером и его другом-гитаристом, и после очередного конфликта Секей прямо предложил другим участникам «Hobó» отнять у Белы управление группой и передать ему. Идею Петера и Антала поддержал барабанщик Szentgyörgyi András, и втроём они ушли от Олли, прихватив с собой аудио-систему Selmer. Новое пристанище и место для репетиций музыканты нашли себе во Дворце Культуры завода Электронных Измерительных Устройств EMG в том же XVI районе Будапешта. Они хотели продолжать выступать под именем «Hobó», но Бела Олли предупредил их, что подаст на них в суд за незаконное использование, и им пришлось выбирать себе другое имя. Было решено снова использовать название «Szivárvány». В возрождённую группу помимо Петера, Антала и его сестры Юдит вошли также бас-гитарист Йожеф Диош из «Memphis» и его приятель саксофонист-вокалист Янош Янкелла. У Яноша был новенький автомобиль «Opel», что было очень удобно для будущих поездок на гастроли. Барабанщик «Hobó» Szentgyörgyi András, который сначала тоже присоединился к ним, спустя две недели предпочёл вернуться к Бела Олли, и на его место в «Szivárvány» был взят Landauer Miklós из «Orkán».
Через некоторое время Бела Олли и его помощники разбили заднее окно во Дворце Культуры EMG, забрались в репетиционный зал «Радуги» и унесли динамики Selmer, после чего Петеру и Анталу пришлось заново оснащать группу аппаратурой. Однако первый сезон 1968 года вышел у «Szivárvány» достаточно успешным. Музыкантам удалось заключить контракты с ORI и OSZK (организацией, выдававшей лицензии на выступления за рубежом), и всё лето и осень группа ездила с концертами по небольшим городам и сёлам Венгрии и соседних стран. Иногда к ним присоединялись на выступлениях такие исполнители как Габи Феньвеши, Вильмош Хортват, Богларка Балаж, Тибор Девеньи и Тибор Керестеш. Члены «Szivárvány» выступали в разноцветных радужных рубашках и полосатых парусиновых брюках, поэтому имели яркий и запоминающийся облик. К сожалению в декабре 1968 года в соседних странах вспыхнула эпидемия крупного рогатого скота, из-за которой все их намеченные зимние гастроли были отменены. В результате понемногу их команда стала распадаться. Первым ушёл Йожеф Диош, и новым бас-гитаристом-вокалистом стал Дьюла Тиханьи, ранее игравший в «Nivram» и «Atlantis». Затем группу покинул барабанщик, которого заменил Режё Хёниг из «Sakk-Matt». А летом 1969 года из группы ушли Юдит Сюч и Петер Секей. У Петера и его супруги в то время были взяты кредиты в банке, поэтому он не мог ждать, пока у «Радуги» снова всё наладится. В итоге он перешёл в группу «Record», которая тоже недавно стала золотым дипломистом Salgótarjáni Beat Fesztivál и переживала полосу коммерческого успеха. В её составе были бас-гитарист Лайош Шом, барабанщик Золтан Амбруш и вокалист Дьюла Викидал. Они тогда выступали в клубе Телефонного Завода Kőbányai («Карьера») и искали себе органиста. Впрочем, спустя всего полгода Лайош Шом сам ушёл в группу Белы Радича «Tűzkerék», а Золтан Амбруш в 1971-м перешёл в «Neoton».
После всех этих перестановок менеджером «Szivárvány» стал Дьюла Тиханьи, а его помощником и адвокатом оставался Антал Сюч. Другими членами «Szivárvány» стали бывшие участники группы «Memphis»: вокалист Андраш Новак и барабанщик Тамаш Немет, который заменил Режё Хёнига, создавшего свою собственную группу «Korong» («Шайба»). Дьюле и Анталу удалось наладить бизнес, благодаря чему «Радуга» вступила в период наибольшей своей известности. У Дьюлы Тиханьи были три пластинки «Led Zeppelin», которые ему прислала подруга из Англии, поэтому музыканты часто исполняли их песни. Также их репертуар включал хиты Cream, Shadows, Джими Хендрикса, Deep Purple и Black Sabbath. Свои песни они не сочиняли и записей не делали. «Szivárvány» давала по 5-6 концертов в неделю, и её участники получали за выступления 3800 форинтов в месяц. Это была первая венгерская группа, члены которой получали фиксированную зарплату. В 1970 году на первом этаже здания на улице Podmaniczky в квартале Надьиццен в IV районе Будапешта музыканты открыли свой клуб «Радуга» и провели первую в Венгрии джем-сессию, в которой приняли участие самые разные музыканты от Тибора Татраи из «Kárpátia» до Яноша Фогараши из «Metro». В их клубе частыми гостями были и другие ансамбли, в том числе «Syrius», «Tűzkerék», а также музыканты Тёрёк Адам (из «Mini») и Шандор Ревес (из «Generál»).
В конце 1971 года Антал Сюч ушёл в «Hungária», позднее он стал сооснователем таких групп, как «Skorpió» и «Dinamit». А в начале 1972 года Тамаш Немет ушёл в «Tűzkerék» и «Mini». Их места в «Радуге» должны были занять Тибор Татраи из «Tűzkerék» и Роберт Сикора из «Ferm», который только что вернулся из армии. Но спустя пару месяцев Тибор Татраи сообщил, что присоединяется к группе «JAM», которую создаёт Петер Чомош из «Hungária». Однако туда же в «JAM» перешёл и ударник Аттила Чургаи из группы «Ferm», который заменял там Роберта Сикору, пока тот был на военной службе. В итоге Роберт Сикора вернулся в «Ferm», а группа «Радуга» окончательно распалась. Впоследствии Дьюла Тиханьи играл в группах «Metro», «M7» и «Skorpió».

## Состав
1966—1967 гг.
- Антал Габор Сюч — соло-гитара
- Юдит Сюч — вокал
- Пал Моравец — ударные
- Иштван Тот — бас-гитара
- Эндре Ваго — саксофон

1967—1968 гг.
- Антал Габор Сюч — соло-гитара
- Юдит Сюч — вокал
- Петер Секей — клавишные, орган
- Йожеф Диош — бас-гитара
- Миклош Ландауэр — ударные
- Янош Янкелла — саксофон

1968—1969 гг.
- Антал Габор Сюч — соло-гитара
- Юдит Сюч — вокал
- Петер Секей — клавишные, орган
- Дьюла Тиханьи — бас-гитара
- Режё Хёниг — ударные
- Янош Янкелла — саксофон

1969—1971 гг.
- Антал Габор Сюч — соло-гитара
- Дьюла Тиханьи — бас-гитара
- Андраш Новак — вокал
- Тамаш Немет — ударные